# Mistrzostwa Europy w Lekkoatletyce 1966 – bieg na 100 m mężczyzn

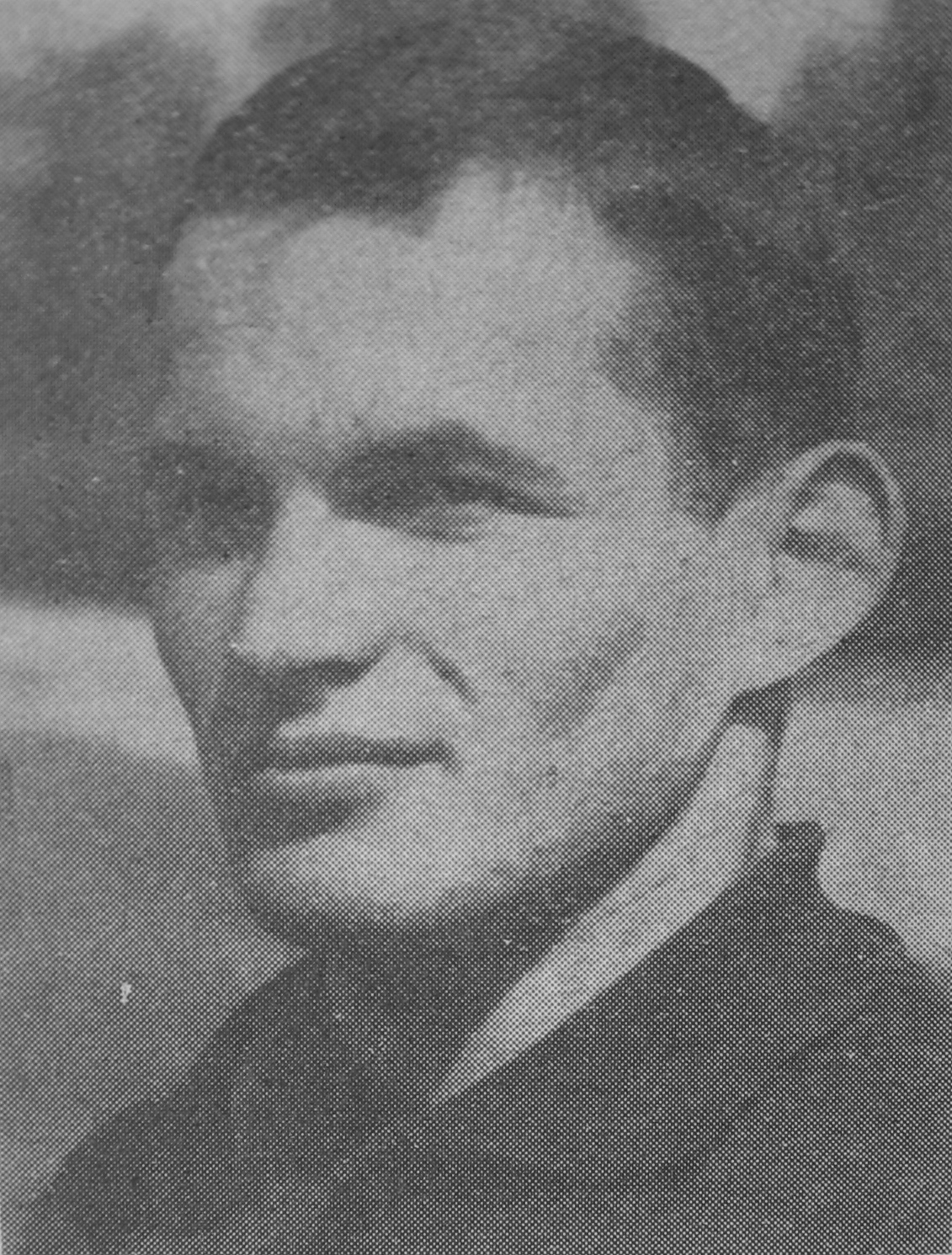
Wiesław Maniak

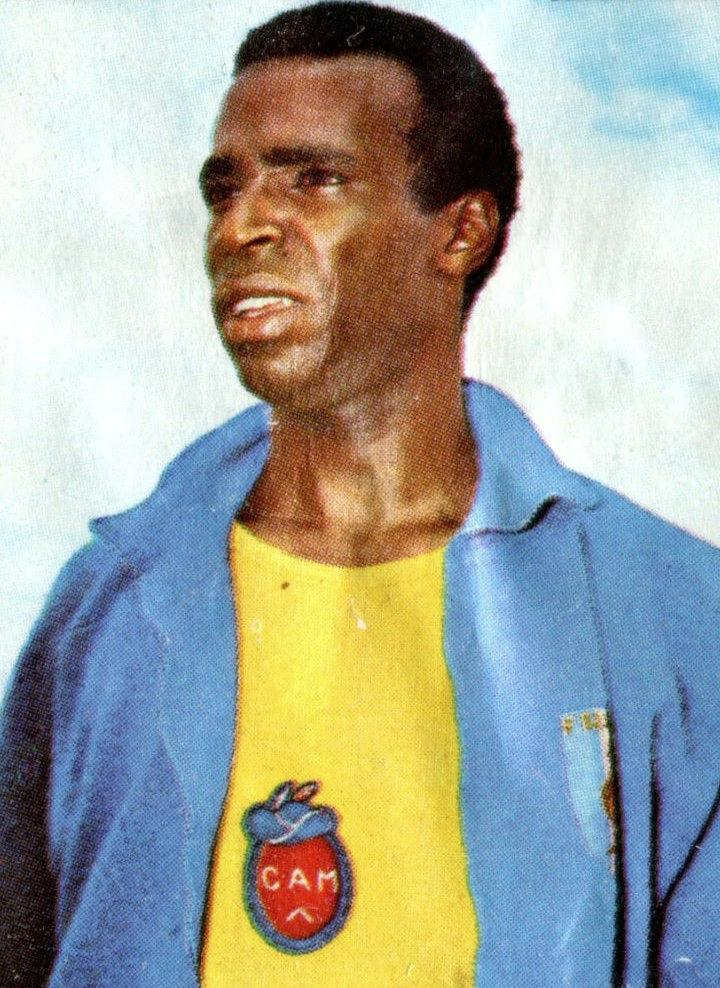
Roger Bambuck

Bieg na dystansie 100 metrów mężczyzn był jedną z konkurencji rozgrywanych podczas VIII Mistrzostw Europy w Budapeszcie. Biegi eliminacyjne zostały rozegrane 30 sierpnia, a biegi półfinałowe i bieg finałowy 31 sierpnia 1966 roku. Zwycięzcą tej konkurencji został Wiesław Maniak. W rywalizacji wzięło udział trzydziestu sześciu zawodników z osiemnastu reprezentacji.

## Rekordy
| Rekord świata     | Armin Hary (FRG) | 10,0  | Zurych, Szwajcaria | 21.06.1960 |
| Rekord Europy     | Armin Hary (FRG) | 10,0  | Zurych, Szwajcaria | 21.06.1960 |
| Rekord mistrzostw | Armin Hary (DEU) | 10,35 | Sztokholm, Szwecja | 20.08.1958 |

## Wyniki

### Eliminacje
Bieg 1
| Miejsce | Zawodnik         | Czas | Uwagi |
| ------- | ---------------- | ---- | ----- |
| 1       | Wiesław Maniak   | 10,7 | Q     |
| 2       | Ippolito Giani   | 10,7 | Q     |
| 3       | Menzies Campbell | 10,7 | Q     |
| 4       | Harald Eggers    | 10,7 | Q     |
| 5       | Juraj Demeč      | 10,8 |       |
| 6       | Huba Rozsnyai    | 11,0 |       |

Bieg 2
| Miejsce | Zawodnik            | Czas | Uwagi |
| ------- | ------------------- | ---- | ----- |
| 1       | Manfred Knickenberg | 10,6 | Q     |
| 2       | Zbysław Anielak     | 10,8 | Q     |
| 3       | Jacques Vanhee      | 10,8 | Q     |
| 4       | Ron Jones           | 10,9 | Q     |
| –       | Herbert Bende       | DQ   |       |

Bieg 3
| Miejsce | Zawodnik            | Czas | Uwagi |
| ------- | ------------------- | ---- | ----- |
| 1       | Roger Bambuck       | 10,4 | Q     |
| 2       | Heinz Erbstößer     | 10,6 | Q     |
| 3       | Gert Metz           | 10,6 | Q     |
| 4       | Gheorghe Zamfirescu | 10,7 | Q     |
| 5       | Lajos Hajdú         | 10,8 |       |
| 6       | Petr Utěkal         | 10,9 |       |
| 7       | Joseph Cassaglia    | 12,4 |       |

Bieg 4
| Miejsce | Zawodnik           | Czas | Uwagi |
| ------- | ------------------ | ---- | ----- |
| 1       | Barrie Kelly       | 10,7 | Q     |
| 2       | Marc Berger        | 10,7 | Q     |
| 3       | Hans-Jürgen Felsen | 10,8 | Q     |
| 4       | Edwin Ozolin       | 10,8 | Q     |
| 5       | József Istóczky    | 10,8 |       |
| 6       | Tadeusz Jaworski   | 10,9 |       |

Bieg 5
| Miejsce | Zawodnik            | Czas | Uwagi |
| ------- | ------------------- | ---- | ----- |
| 1       | Claude Piquemal     | 10,7 | Q     |
| 2       | Angelo Squazzero    | 10,8 | Q     |
| 3       | Hans Hönger         | 10,8 | Q     |
| 4       | Aleksandr Lebiediew | 10,8 | Q     |
| 5       | José Luis Sánchez   | 10,9 |       |
| 6       | Tomi Stefanllari    | 11,3 |       |

Bieg 6
| Miejsce | Zawodnik              | Czas | Uwagi |
| ------- | --------------------- | ---- | ----- |
| 1       | Pasquale Giannattasio | 10,5 | Q     |
| 2       | Nikołaj Iwanow        | 10,6 | Q     |
| 3       | Panajotos Nikolaidis  | 10,7 | Q     |
| 4       | Max Barandun          | 10,8 | Q     |
| 5       | Rob Heemskerk         | 10,8 |       |
| 6       | Sonar Coşan           | 11,0 |       |

### Półfinały
Półfinał 1
| Miejsce | Zawodnik            | Czas  | Uwagi |
| ------- | ------------------- | ----- | ----- |
| 1       | Roger Bambuck       | 10,62 | Q     |
| 2       | Ippolito Giani      | 10,74 | Q     |
| 3       | Barrie Kelly        | 10,81 | q     |
| 4       | Hans-Jürgen Felsen  | 10,82 |       |
| 5       | Gheorghe Zamfirescu | 10,86 |       |
| 6       | Zbysław Anielak     | 10,91 |       |
| 7       | Edwin Ozolin        | 10,94 |       |
| 8       | Heinz Erbstößer     | 10,95 |       |

Półfinał 2
| Miejsce | Zawodnik              | Czas | Uwagi |
| ------- | --------------------- | ---- | ----- |
| 1       | Pasquale Giannattasio | 10,7 | Q     |
| 2       | Claude Piquemal       | 10,7 | Q     |
| 3       | Gert Metz             | 10,8 |       |
| 4       | Aleksandr Lebiediew   | 10,9 |       |
| 5       | Ron Jones             | 10,9 |       |
| 6       | Panajotos Nikolaidis  | 11,0 |       |
| 7       | Hans Hönger           | 11,2 |       |
| –       | Harald Eggers         | DQ   |       |

Półfinał 3
| Miejsce | Zawodnik            | Czas | Uwagi |
| ------- | ------------------- | ---- | ----- |
| 1       | Manfred Knickenberg | 10,6 | Q     |
| 2       | Wiesław Maniak      | 10,6 | Q     |
| 3       | Nikołaj Iwanow      | 10,7 | q     |
| 4       | Menzies Campbell    | 10,8 |       |
| 5       | Marc Berger         | 10,8 |       |
| 6       | Jacques Vanhee      | 10,9 |       |
| 7       | Max Barandun        | 11,0 |       |
| –       | Angelo Squazzero    | DNS  |       |

### Finał
| Miejsce | Zawodnik              | Czas  |
| ------- | --------------------- | ----- |
| 1       | Wiesław Maniak        | 10,60 |
| 2       | Roger Bambuck         | 10,61 |
| 3       | Claude Piquemal       | 10,62 |
| 4       | Manfred Knickenberg   | 10,62 |
| 5       | Ippolito Giani        | 10,71 |
| 6       | Barrie Kelly          | 10,76 |
| 7       | Nikołaj Iwanow        | 10,82 |
| 8       | Pasquale Giannattasio | 20,1  |